# Jean Paul Gaultier
Cet article concerne l'entreprise, pour le couturier voir Jean-Paul Gaultier
Jean Paul Gaultier est une marque française de luxe fondée en 1982 par le couturier Jean-Paul Gaultier et Francis Menuge. Elle est exploitée par la société Puig France. Le 17 janvier 2020, Jean-Paul Gaultier annonce que le défilé de 2020 sera son dernier.

## Situation
Son siège social est à Paris. La société réalise 31 millions d'euros de chiffre d'affaires en 2009. Donald Potard est PDG de la société de 1991 à 2005.
Jean-Paul Gaultier, à la suite de son départ d'Hermès en 2010, a repris la présidence de la compagnie. La société se concentre sur la fabrication de vêtements de prêt-à-porter et de haute couture. Les accessoires ne représenteraient que 20 % du chiffre d'affaires.
Les parfums Jean Paul Gaultier lancés en 1991 sont commercialisés par BPI, la filiale de Shiseido.
En 1997, Jean-Paul Gaultier fonde sa maison de haute couture, Gaultier Paris.
En 2000, Hermès International prend 35 % du capital de la société, puis 45 % en 2008.
Hermès International revend finalement ses parts en 2011 au groupe espagnol PUIG alors que plusieurs repreneurs étaient en lice.
En 2014, Jean Paul Gautier concentre son activité sur la couture et les parfums, deux branches qui appartiennent au groupe espagnol Puig.
En 2023, la marque de luxe déclare son association avec la marque britannique de prêt à porter pour femmes KNWLS,.

## Activités et marques
- Prêt-à-porter : Jean Paul Gaultier Homme, Femme et Maille
- Haute Couture : Gaultier Paris
- Accessoires : Maroquinerie Jean Paul Gaultier
- Bijoux Jean Paul Gaultier
- Parapluies, Foulards, Cravates, Chaussures Jean Paul Gaultier
- Parfums : Classique et Fragile pour la Femme; Le Mâle pour l'Homme; Gaultier2, pour Femme et Homme, Madame pour Femme Scandal Paris
- Maquillage : Tout Beau Tout Propre pour Homme, renommé Monsieur en 2010
- Location d'archives[14]

## Événements
- 2005 : Exposition au Grand Palais[15]